# اما مورانو
اِما مورانو (ایتالیایی: Emma Morano؛ ۲۹ نوامبر ۱۸۹۹ – ۱۵ آوریل ۲۰۱۷) یک ابرصدسالهٔ اهل ایتالیا، و تا زمان مرگش کهنسال‌ترین انسان زندهٔ دنیا بود که در فهرست انسان‌های دارای طولانی‌ترین عمر تأیید شده در طول تاریخ قرار گرفت.
اما مورانو در ۲۹ نوامبر ۲۰۱۶ میلادی، ۱۱۷ ساله شد. وی در ۱۵ آوریل ۲۰۱۷ (۲۶ فروردین ۱۳۹۶) درگذشت. اما مورانو تنها فردِ زندهٔ شناخته‌شده و بازمانده از سدهٔ ۱۹ میلادی بود. او ۱۱۷ سال و ۱۳۷ روز و ۱۶ ساعت عمر کرد.
دوران زندگی مورانو در سه قرن ۱۹، ۲۰ و ۲۱ میلادی سپری شد. این زن، همچنین در طول ۱۱۷ سال زندگی‌اش شاهد دو جنگ جهانی و روی کار آمدن ۹۰ دولت در ایتالیا بود.
بعد از مرگ وی، خانم ویولت براون (متولد ۱۰ مارس ۱۹۰۰)، ۱۱۷ ساله و اهل جاماییکا، پیرترین انسان زنده جهان شناخته شد.

## زندگی‌نامه
اما مورانو، روز چهارشنبه ۲۹ نوامبر ۱۸۹۹ (۸ آذر ۱۲۷۸ شمسی) در ایتالیا به دنیا آمد. او دارای چهار خواهر و سه برادر بود. آنجلا مورانو، یکی از خواهران او بود که در سال ۲۰۱۱ در سن ۱۰۲ سالگی درگذشت.
او در اکتبر ۱۹۲۶ با جووانی مارتی نیوزی ازدواج کرد و در سال ۱۹۳۷ صاحب یک فرزند شد ولی فرزندش در همان سال در شش ماهگی درگذشت؛ جووانی، همسر اما مورانو نیز در سال ۱۹۷۸ در ۷۷ سالگی درگذشت. مورانو بعد از مرگ همسرش دیگر ازدواج نکرد و در خانه‌اش تنها زندگی می‌کرد.
مورانو در ۲۹ ژوئیه ۲۰۱۶ از سوی رکوردهای جهانی گینس به‌عنوان پیرترین انسان زنده شناخته شد. وی راز طول عمر خود را خوردن دو تخم مرغ در روز، شکلات و شیرینی و تنهایی می‌دانست.
به‌گفتهٔ یکی از نزدیکان مورانو، او هر روز سه تخم‌مرغ می‌خورد که دو تا از آن‌ها خام بود به اضافهٔ مقداری گوشت چرخ‌کردهٔ خام. او زمانی که در بیست سالگی به کم‌خونی مبتلا شده بود این رژیم را به پیشنهاد یک پزشک در پیش گرفت. او همچنین سیگار نمی‌کشید و شراب نمی‌نوشید. با این وجود خودِ او راز طول عمرش را جدا شدن از شوهر بداخلاقش در ۱۹۳۸ میلادی می‌دانست. او از آن زمان مجرد بوده‌است.
تولد ۱۱۶ سالگی مورانو توسط پاپ فرانسیس تبریک گفته شد و تولد ۱۱۷ سالگی او نیز در نوامبر ۲۰۱۶ میلادی به‌طور زنده در ایتالیا پخش شد. اما مورانو به دلیل نداشتن دندان زیاد غذا نمی‌خورد و گوشهایش نیز دچار کم‌شنوایی شده بود.

## درگذشت
اما مورانو در ۱۵ آوریل ۲۰۱۷ درگذشت. پیکر وی، روز دوشنبه ۱۷ آوریل ۲۰۱۷ در قبرستان شهر وربنیای ایتالیا دفن شد.

## نگارخانه

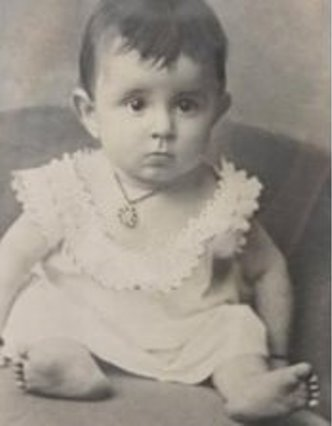
اما مورانو، ۱۹۰۰ میلادی
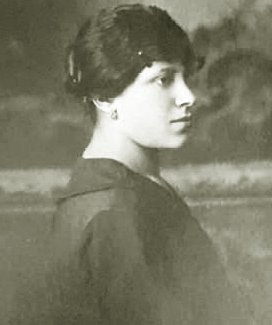
اما مورانو در جوانی